# Representing the Mambo
Albums de Little Feat
Let It Roll
(1988) Shake Me Up
(1991)
Singles
1. Texas Twister
Sortie : 1990
2. Woman in Love
Sortie : 1990
3. Rad Gumbo
Sortie : 1990

Representing the Mambo est le neuvième album studio de Little Feat, sorti le 29 mars 1990.
L'album s'est classé 45e au Billboard 200.

## Liste des titres
| No  | Titre                                  | Auteur                                         | Durée |
| --- | -------------------------------------- | ---------------------------------------------- | ----- |
| 1.  | Texas Twister                          | Barrere, Kibbee, Payne, Tackett                | 4:45  |
| 2.  | Daily Grind                            | Barrere, Fuller, Payne                         | 5:06  |
| 3.  | Representing the Mambo                 | Barrere, Park, Payne, Tackett                  | 5:54  |
| 4.  | Woman in Love                          | Barrere, Payne, Tackett                        | 3:49  |
| 5.  | Rad Gumbo                              | Barrere, Clayton, Gradney, Kibbee, Park, Payne | 3:29  |
| 6.  | Teenage Warrior                        | Barrere, Fuller, Payne, Tackett                | 4:53  |
| 7.  | That's Her, She's Mine                 | Barrere, Clayton, Payne                        | 4:09  |
| 8.  | Feelin's All Gone                      | Fuller                                         | 4:59  |
| 9.  | Those Feat'll Steer Ya Wrong Sometimes | Barrere, Fuller, Hayward, Payne, Tackett       | 5:01  |
| 10. | The Ingenue                            | Barrere, Fuller, Payne, Tackett                | 4:22  |
| 11. | Silver Screen                          | Barrere, Payne, Tackett                        | 4:22  |

## Personnel

### Musiciens
- Paul Barrere : guitare, chant
- Sam Clayton : percussions, chœurs
- Craig Fuller : chant, guitare
- Kenny Gradney : basse
- Richard Hayward : batterie, chœurs
- Bill Payne : claviers, synthétiseur, chant
- Fred Tackett : guitare, trompette

### Musiciens additionnels
- Renee Armand : chœurs (sur Those Feat'll Steer Ya Wrong Sometimes)
- Peter Asher : dialogue (sur Representing the Mambo)
- Michael Brecker : saxophone (sur The Ingenue)
- Sharon Celani : chœurs et dialogue (sur Representing the Mambo)
- Marilyn Martin : chœurs (sur Representing the Mambo et Silver Screen), dialogue (sur Representing the Mambo)
- Neon Park : dialogue (sur Representing the Mambo)
- Shaun Murphy : chœurs (sur That's Her She's Mine)